# Deutsche Botschaft Abidjan
Die Deutsche Botschaft Abidjan ist die offizielle diplomatische Vertretung der Bundesrepublik Deutschland in Côte d’Ivoire (Elfenbeinküste).

## Lage
Die Botschaft liegt im Stadtteil Cocody, Boulevard Hassan II (Boulevard de la Corniche) 39.

## Organisation
In der Botschaft werden die Sachgebiete Politik, Wirtschaft, Kultur und Entwicklungszusammenarbeit bearbeitet. Sie bietet vollen Visa- und Konsularservice.
Der Militärattachéstab an der Botschaft Abuja (Nigeria) ist auch für Côte d’Ivoire zuständig.

## Geschichte
Am 14. Dezember 1959 wurde in Abidjan eine Außenstelle des deutschen Konsulats Dakar eingerichtet. Diese wurde nach Erlangung der Unabhängigkeit von Frankreich am 7. August 1960 in eine Botschaft umgewandelt.
Die DDR hatte keine Botschaft in Côte d’Ivoire; die bilateralen Beziehungen wurden im Rahmen einer Nebenakkreditierung von Lagos (bis 1991 Hauptstadt von Nigeria) aus betreut.